# Моравска укрепителна система
Моравската укрепителна система е сбор от крепости и фортификационни съоръжения по двете страни на река Морава, които са служили за преграждане и охрана на стратегическото направление по античния Виа Милитарис и отклонението от пътя към Солун по Българска Морава и Вардар, ведно с разклонението му по река Топлица към Улпиана на Косово поле. като пред нея като част на отбраната в северозападния край на държавата българите изграждат крепостите Рас, Йегуновце, Браничево, Срем, Липлян, Велико градище, Белград, Ковин, Ченад (Cenadu Vechi, Marosvár) и пр.